# Салчия (Новоаненский район)
Салчия (рум. Salcia) — село в Новоаненском районе Молдавии. Наряду с селом Ботнарешты входит в состав коммуны Ботнэрешть.

## География
Село расположено на высоте 137 метров над уровнем моря.

## Население
По данным переписи населения 2004 года, в селе Салчия проживает 194 человека (90 мужчин, 104 женщины).
Этнический состав села:
| Национальность | Число жителей | Процентный состав |
| -------------- | ------------- | ----------------- |
| молдаване      | 188           | 96.91             |
| русские        | 5             | 2.58              |
| украинцы       | 1             | 0.52              |
| Всего          | 194           | 100 %             |